# История почты и почтовых марок Федерации Родезии и Ньясаленда
История почты и почтовых марок Федерации Родезии и Ньясаленда, также известной как Центрально-Африканская Федерация (ЦАФ), со столицей в Солсбери, соответствует периоду существования этого полунезависимого южноафриканского государства с 1953 года до конца 1963 года.

## Развитие почты
История почты на территории Федерации Родезии и Ньясаленда отсчитывает своё начало с момента вхождения в её состав в 1953 году бывшей самоуправляемой (с 1923 года) колонии Южная Родезия и английских протекторатов Северная Родезия и Ньясаленд.
|  |

Почтовая администрация Федерации была упразднена в результате того, что Федерация официально прекратила своё существование 31 декабря 1963 года. При этом Северная Родезия получила независимость от Великобритании в качестве нового государства Замбия (24 октября 1964 года), а Ньясаленд получил независимость как новое государство Малави (6 июля 1964 года). Затем Южная Родезия стала называться Родезией (с 11 ноября 1965 года), а теперь называется Зимбабве (с 18 апреля 1980 года).

## Выпуски почтовых марок

### Первые марки
Федерация эмитировала первые почтовые марки 1 июля 1954 года. Это были 15 почтовых миниатюр с портретом королевы Елизаветы II трёх видов рисунков с надписью англ. «Rhodesia & Nyasaland» («Родезия и Ньясаленд») и номиналом от половины пенни до 1 фунта стерлингов[≡].

### Последующие эмиссии
15 февраля 1956 года была выпущена ещё одна марка номиналом в 2½ пенса для нового тарифа за пересылку внутренней корреспонденции. Стандартная серия 1959 года состояла из 15 марок с изображением местных видов и отраслей промышленности.

### Коммеморативные марки
Две первые коммеморативные марки в 1955 году ознаменовали 100-летие открытия Давидом Ливингстоном водопада Виктория[≡].
В последующие годы в почтовое обращение поступили ещё шесть специальных выпусков:
- 17 мая 1960 года — открытие плотины Кариба, серия из шести марок[≡].
- 8 мая 1961 года — конгресс шахтёров, серия из двух марок.
- 6 февраля 1962 года — годовщина первого авиапочтового рейса в Лондон, серия из трёх марок.
- 18 февраля 1963 года — табачный конгресс, серия из четырёх марок.
- 6 августа 1963 года — столетие общества Красного Креста, одна марка.
- Последний выпуск был эмитирован 11 сентября 1963 года и был посвящён Всемирному совету молодёжных клубов (World Council of the Young Men’s Service Clubs), который состоялся в университетском колледже Родезии и Ньясаленда, серия из двух марок.

Примеры памятных марок Федерации Родезии и Ньясаленда
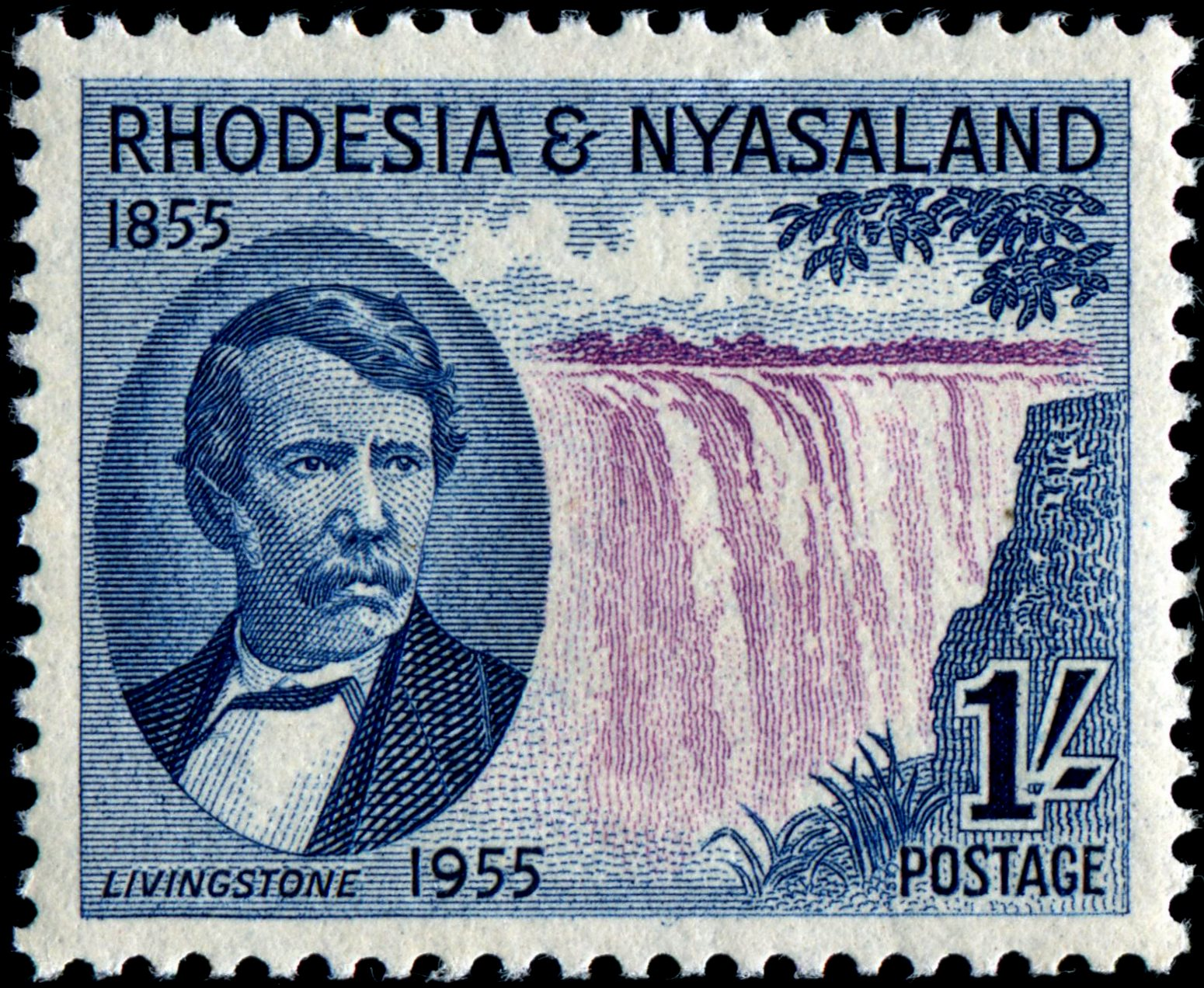
1955: Давид Ливингстон и водопад Виктория (Mi #18; Yt #17; SG #17)[^]
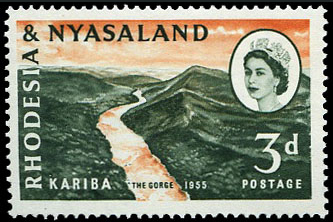
1960: ущелье Кариба[англ.] (Mi #34; Yt #33; SG #32)[^]

Марки Федерации Родезии и Ньясаленда были изъяты из почтового обращения 19 февраля 1964 года. По данным Л. Л. Лепешинского, всего было выпущено 50 почтовых марок с надписями на оригинальных миниатюрах: «Rhodesia and Nyasaland» («Родезия и Ньясаленд»); «Postage» («Почтовый сбор»).

## Другие виды почтовых марок

### Доплатные
Известна надпечатка на однопенсовой и двухпенсовой марках 1954 года текста «Postage due» («Почтовая доплата») по диагонали от нижнего левого угла до верхнего правого угла. Неизвестно, были ли они действительно выпущены, или это штемпели гашения.
19 апреля 1961 года вышла единственная серия из четырёх доплатных марок номиналом в 1, 2, 4 и 6 пенсов с изображением почтового рожка.